# مجمع السليمانية
هو مجمع اجتماعي ثقافي اسلامي شامل يغطي مساحة تقارب 60 ألف متر مربع في منطقة إسطنبول التي تحمل نفس الاسم. وينتصب المجمّع على التلة الثالثة لإسطنبول مشرفا بذلك على القرن الذهبي. بني المجمع حول جامع السلطان سليمان القانوني والذي جاءت مآذنه الأربعة بأحجام مزدوجة ومختلفة لتبرز على المجموعة ملامح الرابية.
مكّنت المساحة الشاسعة من تصميم حقيقي لحي سكني مزوّد بنظام متميّز لتصريف المياه يسمح بجرّ الماء من غابة بلغراد إلى تخوم المدينة.
بُني المسجد على مساحة مستوية كبيرة مغلقة بسياج تخترقه العديد من النوافذ المشبكة. وفي الجزء الخلفي لجدار القبلة، توجد قبّتا ضريحي سليمان القانوني وزوجته «روكسلان» (Roxelane) التي تبرز وسط العديد من شواهد المقبرة.
ويوجد قبالة المدخل الرئيسي للمسجد مستشفى وعمارة وفنادق. كما تنتصب على طول الشارعين الجانبين المتوازيين مدرستان مزدوجتان حيث تطلّ مدرستا الجهة الغربية، الواقعتان بجوار أنقاض مدرسة طبية، على ساحة «ترياقي». وتأتي الحمامات والنافورة العامة والمدرسة القرآنية والضريح المتواضع لسنان لتكمّل التشكيلة المعمارية للمجموعة.
تعود فكرة المجمّع في الدول الإسلامية إلى قبل مجيء العثمانيين.
أخذت المدارس المكرسة للتعليم الديني مكانها في قلب المساجد مما يسمح باعتبار تلك الترتيبات القديمة كنواة للمجمّعات. وتتطوّر هذه الأخيرة خلال القرن الحادي عشر بفضل جهد الوزير السلجوقي «نظام الملك» وتنتشر في جميع أنحاء العالم الإسلامي وغالباً ما تربط بغيرها من المباني.
تعتبر المدارس السليمانية الأربعة، بمخطّطها البسيط نسبياً، ثمرة تطوّر المدارس الأناضولية منذ الفترة السلجوقية، يكون الفناء فيه صغيرا نوعاً ما، كما هو الحال في الأناضول ابتداء من القرن الثالث عشر حيث أدت التأثيرات المناخية إلى هذا التطور. وفي إقليم الأناضولي، يظهر أقدم نموذج للمجمّع فيما يعرف بالمسجد –الضريح- المستشفى لـ «دفريجي» Divrigi (1228-1229). هنالك أيضاً مجمّعات مصر المملوكيّة ومنها مجمّع السلطان حسن بالقاهرة (1356) الذي يشمل تقريباً نفس العناصر. كان الدافع الرئيس في إقامة هذه المجمّعات عند السلاطين المماليك والعثمانيين هو رغبتهم المشتركة في إثبات سلطتهم.
تشهد أولى مباني العمارة العثمانية على تطوّر المجمّعات حيث يتزايد عدد المباني العامة حول المسجد في بورصة في بداية القرن الرابع عشر. وتشمل مجمّعات «بايزيد الأول» و«محمّد الثاني» على مقبرة ومدرسة وعمارة وحمام بالإضافة إلى مسجد. وتتحكّم طبوغرافية المواقع في هيكلة وترتيب المبنى.
يصبح المسجد المبنى المركزي في المجمّعات التي أنجزت بإسطنبول بعد 1453. وتبدي كلية محمّد الثاني (1463-1470)، ترتيبا متناظرا ومتعامدا للبنايات بالنسبة للمحور المركزي الذي يشكّله المسجد. هذا الالتزام الجديد يبدي الاختلاف مع باقي المدينة الذي تطوّر دون تخطيط شمولي متناسق.
طُبّق هذا الاتجاه الجديد في البناء بمدينة إدرنة، في مجمّع بايزيد الثاني (1484-1488) وإن لم تكن المباني تخضع لترتيب مواجه.
استطاع سنان في السليمانيه، التكيف مع طبوغرافية المكان وموقع الأراضي داخل المدينة. تبدي المجموعة المعمارية انسجاما كبيرا. ويعود ذلك إلى التنظيم المستقيم للفضاء من جهة، وإلى الوحدة المعمارية للمباني من جهة أخرى، إذ صممت كلها وفقا للوحدة الأساسية التي تتكون من فناء مركزي يؤطره رواق مقبب يسمح بالوصول إلى قاعات ذات قباب.
لقي مبدأ الكلية العثماني الذي تمثّله السليمانية صدى يتعدى حدود الأناضول منذ حكم سليمان القانوني إذ حرص السلطان على بناء عدّة مجمّعات في مختلف الأماكن من الإمبراطورية العثمانية.

## وصلات خارجية
- موقع قنطرة